# Niklas Henning
Eric Niklas Henning, född 6 mars 1964 i Stockholm, är en före detta utförsåkare tävlande för Åre SLK. Han har åtta individuella SM-guld; sju i störtlopp och ett i super-G. Han har vunnit en världscupseger i Val d'Isère den 10 december 1989, vilket blev hans enda vinst i en världscupdeltävling. Han bor i Järfälla utanför Stockholm med sin familj. Han är tränare för Järfälla AK. 
Han var vinterolympier 1984 i Sarajevo och 1988 i Calgary. Han är far till alpina skidåkaren Emelie Henning.

## Världscupsegrar
| Datum            | Plats       | Disciplin |
| ---------------- | ----------- | --------- |
| 10 december 1989 | Val d'Isère | Super-G   |